# Lusazia
La Lusazia (in tedesco Lausitz; in sorabo Łužyca; in polacco Łużyce; in ceco Lužice; in latino Lusatia) è una regione storica tra i fiumi Bóbr (un affluente dell'Oder) e Kwisa e il fiume Elba in Sassonia, nella Germania orientale e nel Brandeburgo. Appartiene anche al sud-ovest della Polonia (Voivodato della Bassa Slesia e Lubusz) e alla Cechia settentrionale.
Il nome deriva da una parola in lingua lusaziana che significa "palude".

## Alta e Bassa Lusazia
L'Alta Lusazia (Oberlausitz) fa oggi parte degli stati federali tedeschi (Länder) della Sassonia e del Brandeburgo per il 70% e per il 30% della Polonia. Consiste in campagne collinose che partono dalle basse colline vicino al confine ceco e giungono a innalzarsi fino a formare i Monti lusaziani (Lužické hory/Lausitzer Gebirge) nella Repubblica Ceca. La regione è anche chiamata Die Wunderschöne Oberlausitz (La bella Lusazia) dai suoi abitanti.
L'Alta Lusazia è caratterizzata da terreni fertili e colline ondulate, da città storiche e da città moderne, come Bautzen (antico capoluogo), Görlitz, Zittau, Löbau, Kamenz, Lubań, Bischofswerda, Hoyerswerda, Bad Muskau. Alcuni grandi villaggi nell'estremo sud dell'Alta Lusazia sono una tipica attrazione della regione, con le cosiddette Umgebindehäuser, case costruite per metà con legname. Tra questi villaggi, i più famosi sono Niedercunnersdorf, Obercunnersdorf, Wehrsdorf, Jonsdorf, Sohland an der Spree, Taubenheim, Oppach, Varnsdorf ed Ebersbach.
La maggior parte del territorio appartenente oggi allo stato tedesco del Brandeburgo è chiamato "Bassa Lusazia" (Niederlausitz) ed è caratterizzato da foreste e pianure. Nel corso del XIX secolo e nel XX secolo, si sviluppò nell'industria del legname e nelle miniere all'aperto. Tra le città più importanti ci sono Cottbus, Lübben, Lübbenau, Spremberg, Finsterwalde, e Senftenberg.
Tra l'Alta e la Bassa Lusazia si trova una regione chiamata Grenzwall (che significa approssimativamente "muro di confine"). Durante il periodo comunista, essa fu molto danneggiata dall'attività delle miniere a cielo aperto di lignite, con la distruzione di molti centri abitati. Le miniere, ora esaurite, sono in corso di trasformazione in laghi artificiali, con l'obiettivo di renderle attraenti per i turisti, e l'area è ora descritta come Lausitzer Seenland (Terra dei laghi lusaziana).

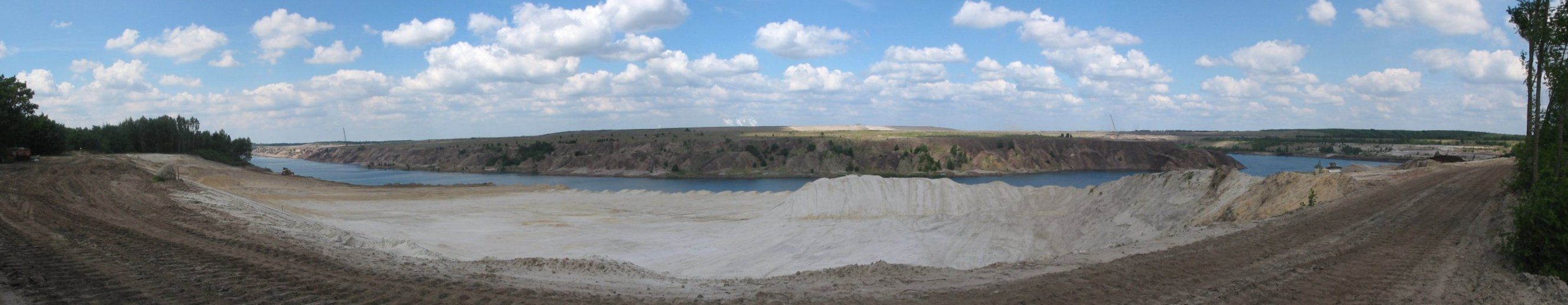
Una miniera esaurita di lignite a nord di Klinge, nei pressi di Cottbus, in corso di trasformazione in lago

## Capoluoghi della Lusazia
La Lusazia non è un'unità amministrativa autonoma. La città di Cottbus (Chośebuz, Chociebuż) è la più grande della regione. Luckau (Łuków) era la capitale storica della Bassa Lusazia.

## Popolazione sorbo-lusaziana
Diverse dozzine di migliaia di appartenenti alla minoranza slava dei sorbi continuano a vivere nella regione. Molti parlano ancora la loro lingua di origine (anche se le cifre variano e il sorbo inferiore in particolare è considerato a rischio), e i segnali stradali sono solitamente bilingui. I sorbi cercano di proteggere la loro cultura, che si mostra negli abiti tradizionali e nello stile delle case nei villaggi. L'industria del carbone nella regione, necessitando di vaste aree di terreno, minaccia di distruggere alcuni villaggi lusaziani.

## Storia

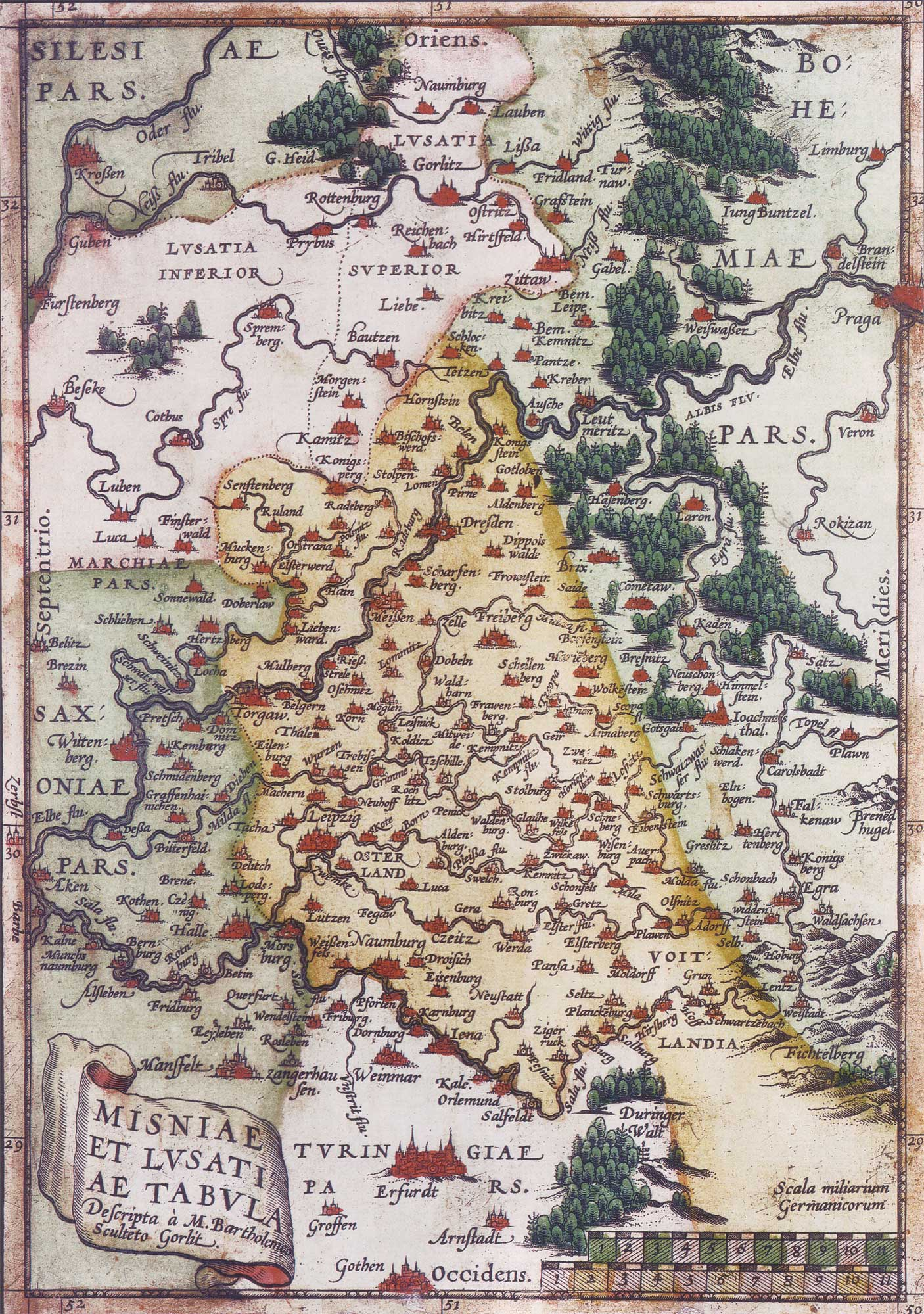
Carta di Meißen e della Lusazia verso il 1600, di Bartholomäus Scultetus.

In base alle più antiche notizie a noi note, la regione era originariamente abitata da tribù celtiche. In seguito, intorno al 100 a.C., la tribù celtica dei Senoni si stabilì nell'area. Nel V secolo la popolazione slava dei sorbi s'insediò nell'Alta Lusazia, chiamata Serbia bianca dal nome (Serbi bianchi) che allora fu dato ai sorbi e rinominata successivamente Sorbia o Sorabia. Fra il 610 e il 641 molti serbi bianchi emigrarono dalla zona verso i Balcani, su invito dell'Imperatore d'Oriente Eraclio, andando a formare la futura nazione serba (vedi anche Storia della Serbia). Intorno al 928, popolazioni germaniche cominciarono a rientrare nella regione e i successivi mille anni videro una crescente mescolanza di tedeschi con i preesistenti abitanti slavi.
La Sorabia cambiò più volte padrone, appartenendo successivamente all'Impero di Samo, alla Grande Moravia, e alla Boemia. Nel 1002 i polacchi presero il controllo della Lusazia, che entrò a far parte della Polonia nel 1018, finché fu assorbita dai principi tedeschi di Meißen e Brandeburgo meno di vent'anni dopo. Nel 1076 l'imperatore Enrico IV assegnò la Lusazia in feudo al Duca di Boemia Vratislao II, e la regione rimase sotto il dominio boemo fino alla guerra dei trent'anni. Nel 1346 sei città dell'Alta Lusazia fondarono una lega difensiva che sarebbe durata fino al 1815. Anche se le zone rurali rimasero prevalentemente slave, l'influenza tedesca gradualmente divenne dominante, specialmente nelle città. Con la riforma luterana, la Lusazia divenne protestante. Il margraviato di Lusazia era così amministrativamente distinto in alta e bassa, composte dalla lega delle città:
- Alta Lusazia: Görlitz, Bautzen, Zittau, Kamenz;
- Bassa Lusazia: Luckau, Lübben am Spree, Guben ober Neisse e la contea di Schenkendorf.

### Il dominio sassone
Nel 1635 la maggior parte della Lusazia divenne una provincia della Sassonia, sia pure come feudo del regno di Boemia, esclusa una regione intorno a Cottbus che fin dal 1462 faceva parte del Brandeburgo. Dopo che l'Elettore di Sassonia fu eletto re di Polonia nel 1697, la Lusazia acquisì importanza strategica poiché i re-elettori desideravano mettere in collegamento i loro domini polacchi e sassoni.
Al Congresso di Vienna, nel 1815, la maggior parte della Lusazia fu assegnata al regno di Prussia; la parte meridionale, con le città di Löbau, Kamenz, Bautzen e Zittau, rimase parte della Sassonia. Gli abitanti della parte prussiana richiesero che i loro territori diventassero un'unità amministrativa autonoma (provincia o regione/bezirk), ma essi furono divisi tra le altre province prussiane.

### Il dominio prussiano e tedesco
Il XIX secolo e l'inizio del XX, sotto il dominio prussiano, furono un periodo di rinascita per la cultura degli slavi di Lusazia. Le moderne lingue sorba inferiore e superiore emersero, la letteratura nazionale fiorì, e furono fondate molte organizzazioni nazionali come Maćica Serbska e Domowina.
Con l'avvento del regime nazista in Germania tutte le organizzazioni sorbe furono soppresse, giornali e riviste chiusi, e l'uso della lingua sorba fu proibito. Durante la seconda guerra mondiale, molti attivisti sorbi furono arrestati, giustiziati, esiliati o inviati in campi di concentramento. Dal 1942 al 1944 il Comitato Nazionale Sorbo fu attivo in clandestinità nella Varsavia occupata dai nazisti. Dopo la guerra la regione fu divisa tra la Repubblica Democratica Tedesca e la Repubblica Popolare Polacca lungo il fiume Neisse.

### Movimento autonomista

La bandiera della Lusazia

In passato ci sono stati tentativi da parte dei sorbi di creare un Libero Stato Lusaziano, particolarmente dopo la II guerra mondiale, quando il Comitato Nazionale Sorbo chiese che la Lusazia venisse annessa alla Cecoslovacchia. Nel 1950 i lusaziani ottennero l'autonomia linguistica e culturale all'interno dell'allora stato tedesco-orientale della Sassonia. Vennero lanciate scuole e riviste lusaziane, e venne rivitalizzata l'associazione Domowina, anche se sotto un sempre maggior controllo politico da parte del partito comunista al potere. Le istituzioni locali sostennero la rinascita delle arti e culture regionali sorbo-lusaziane. Allo stesso tempo la considerevole maggioranza di lingua tedesca della popolazione lusaziana mantenne un alto grado di patriottismo lusaziano. Un tentativo di fondare un Land lusaziano all'interno della Repubblica Federale Tedesca fallì dopo la riunificazione del 1990. Le costituzioni di Sassonia e Brandeburgo garantiscono autonomia culturale alle comunità di lingua slava, mentre un piccolo gruppo, con sede a Görlitz, continua a chiedere un Libero Stato Lusaziano.

## Demografia in base al censimento del 1900
Percentuale di slavi polabiani:
- Cottbus (provincia del Brandeburgo) 55,8 %
- Hoyerswerda (provincia della Slesia) 37,8 %
- Bautzen (regno di Sassonia) 17,7 %
- Rothenburg i. d. Oberlausitz (provincia della Slesia) 17,2 %
- Kamenz (regno di Sassonia) 7,1 %.

Totale: 93.032
Il numero di slavi polabiani in Lusazia è decresciuto da allora, a causa di matrimoni misti, assimilazione culturale e della discriminazione nazista.